# Distrito universitario de Granada

Distritos universitarios de España en 1845

El distrito universitario de Granada fue uno de los distritos universitarios que tuvieron lugar durante gran parte de los siglos XIX y XX. Comprendía las provincias de Granada, Almería, Málaga y Jaén. 
El 17 de septiembre de 1845 se aprobó un nuevo Plan General de estudios, que redujo a diez las universidades españolas y estableció que el territorio español se debía dividir en tantos distritos universitarios como universidades existían. El 22 de octubre de 1845 se aprobaba el reglamento que regulaba la ejecución del Plan de Estudios, el cual establecía las provincias que formaban cada distrito universitario, que tomaba el nombre de la ciudad en la que estaba establecida la universidad. Se establecía que el distrito universitario de Granada comprendía las provincias de Almería, Granada, Jaén y Málaga. Aún en el tardofranquismo era uno de los 13 distritos universitarios con carácter regional en que se organizaba España en esa época. Diversos mapas de atlas escolares reflejaban dicha división en la época. Durante su existencia, dicho distrito estuvo formado por la Universidad de Granada, con sus propios campus en la capital granadina, además de por diversos centros y colegios universitarios que, adscritos a la UGR, se situaban en diversos lugares de las provincias del distrito universitario (Almería, Jaén, etc.).
En provincias en las que anteriormente llegó a tener implantación, la Universidad de Granada llegó a tener esta organización:
- Almería (hasta 1993).[6]
  - Colegio Universitario de Almería. (se impartían los primeros ciclos de las facultades de Ciencias y Filosofía y Letras).
Posteriormente Campus Universitario de la Universidad de Granada.
  - Facultad de Humanidades.
Estudios de Filología Hispánica.
  - Facultad de Ciencias Experimentales.
Estudios de Química Agrícola.
  - Facultad de Ciencias Sociales y Jurídicas.
Estudios de Derecho y Ciencias Económicas y Empresariales.
  - Escuela de Ayudantes Técnicos Sanitarios.
  - Escuela Universitaria de Graduados Sociales.
  - Escuela Universitaria de Estudios Empresariales.
  - Escuela Universitaria de Formación del Profesorado de Enseñanza General Básica.
  - Escuela de Ingeniería Técnica Agrícola - Escuela Universitaria Politécnica.
- Jaén (hasta 1993).[7][8]
  - Colegio Universitario de Jaén.
Posteriormente Campus Universitario de Jaén.
  - Facultad de Humanidades.
  - Facultad de Ciencias Experimentales.
  - Facultad de Ciencias Sociales y Jurídicas.
  - Escuela Universitaria de Formación del Profesorado de Enseñanza General Básica.
  - Escuela Universitaria de Ingeniería Técnica Industrial.
Posteriormente Escuela Politécnica.
  - Escuela Universitaria de Ingeniería Técnica Minera de Linares.
  - Escuela Universitaria de Formación de Profesorado Antonia López Arista de Linares.
  - Escuela Universitaria de Estudios Empresariales.
  - Escuela Universitaria de Enfermería.
  - Escuela Universitaria de la "Sagrada Familia" de Úbeda.
- Málaga (hasta 1972).[9][10][11][12]
  - Colegio Universitario de Málaga.
Impartió las materias correspondientes al primer ciclo de las enseñanzas
de Filosofía y Letras, Ciencias, Farmacia y Medicina.
  - Colegio Mayor Universitario masculino Javier.
  - Facultad de Ciencias Políticas, Económicas y Comerciales.
  - Escuela de Ingenieros Técnicos.
  - Escuela Normal.

Finalmente, con la creación de la Universidad de Málaga en 1972, circunscrita a su propio distrito provincial, el distrito universitario de Granada quedó compuesto por el resto de provincias de la estructura original. La Constitución reconocía la autonomía de las Universidades, siendo la Ley de Reforma Universitaria, la que desarrolla la distribución de competencias universitarias efectuada en la Constitución y en los Estatutos de Autonomía, atribuyendo a las comunidades autónomas las tareas de coordinación de las universidades de su competencia. Con la creación de la autonomía andaluza, refrendada en el referéndum de autonomía de 1980, que sería la que obtuviese las competencias transferidas en materia universitaria, y con la aprobación de la Ley de Coordinación del Sistema Universitario de 1992 y la Ley Andaluza de Universidades, se uniformiza el asunto universitario en la región, se crea un Sistema Universitario Andaluz y un Distrito Único Andaluz. Así mismo, se procede a la creación de las universidades de Almería, Jaén y Huelva el 1 de julio de 1993, que de facto supondría la circunscripción de la UGR únicamente a la provincia de Granada, y a las ciudades de Ceuta y Melilla, desapareciendo para siempre el distrito universitario de Granada, que, como tal, existió desde el siglo XIX, teniendo una raigambre muy profunda en el tiempo.